# یوسف مجیدزاده
یوسف مجیدزاده (زاده ۱۳۱۵ در تبریز) باستان‌شناس ایرانی است.
او تحصیلات ابتدایی و متوسطه را در زادگاهش به اتمام رساند. در دانشگاه تهران در رشته باستان‌شناسی تحصیل کرد و پس از کسب مدرک لیسانس با رتبه اول در سال ۱۳۴۱ در سال ۱۳۴۴ با استفاده از بورس شاگرد اول‌ها به شیکاگو، ایلینوی رفت و پایه فوق‌لیسانس و سپس دکترا را با رساله «باستان‌شناسی و گرایش پیش از تاریخ و تمدن بین‌النهرین» تا سال ۱۳۵۵ گذراند. او در همان سال به ایران برگشت و با عنوان استادیار در گروه باستان‌شناسی و تاریخ هنر دانشگاه تهران مشغول تدریس شد و در سال ۱۳۵۶ به درجه دانشیاری رسید. او پس از پیروزی انقلاب اسلامی به مدت سه سال به سمت مدیریت گروه «باستان‌شناسی و تاریخ هنر» و عضو شورای انتخابات و ترفیعات دانشکده ادبیات دانشگاه تهران منصوب شد. دکتر مجیدزاده در سال ۱۳۶۷ خورشیدی بازنشسته شد. او از سال ۱۳۶۶ عضو شورای علمی «مجله باستان‌شناسی و تاریخ» مرکز نشر دانشگاهی است.
یوسف مجیدزاده پس از بازنشستگی در پاریس زندگی می‌کرد و با دعوت مسئولین سازمان‌های مختلف از جمله سازمان میراث فرهنگی در اوایل دههٔ ۱۳۸۰ به ایران بازگشت تا ریاست عملیات حفاری و کاوشگری بسیار پیچیده منطقه باستانی تمدن جیرفت را به دست گیرد. او معتقد است که جیرفت «حلقه گم‌شده» تاریخ بشریت محسوب می‌شود.

## باستان‌شناسی در جیرفت
مجیدزاده معتقد است تمدنی که آثارش در نزدیکی جیرفت یافت شده همان تمدن آراتا است.